# Connor (Angel)
Connor è un personaggio della serie televisiva Angel, interpretato da Vincent Kartheiser.
È il figlio di due potentissimi vampiri: Angel e Darla; e come tale è una sorta di dampiro (tale definizione non è del tutto esatta in quanto i suoi genitori sono entrambi vampiri e non un'umana e un vampiro come vorrebbero le leggende del popolo rom) dotato di tutti i poteri dei genitori ma nessuna delle loro debolezze. La sua nascita è considerata miracolosa perché in effetti due vampiri non potrebbero generare una prole.

## Biografia del personaggio

### La nascita
Connor è nato dalla unione di due vampiri: Angel e Darla.
I vampiri normalmente non possono avere figli, e per questo motivo la nascita di Connor è un evento straordinario; perfino una profezia annunciava il suo arrivo dicendo che il figlio nato dai due vampiri non sarebbe nato, nel senso di non venire partorito, ma di venire solo liberato dal corpo della madre. Connor viene alla luce in un pomeriggio piovoso in un lurido vicolo mentre i genitori e i membri della "Angel Investigations" cercavano di sfuggire al cacciatore di vampiri Daniel Holtz, Darla si sacrifica per il figlio facendo promettere ad Angel che avrebbe protetto il suo bambino e che gli avrebbe detto che lo amava, Darla si toglie la vita colpendosi al cuore con un paletto e il suo corpo si polverizza permettendo a Connor di nascere, infatti era il solo modo dal momento che il corpo di un vampiro non poteva partorire.
Durante la gravidanza Darla veniva influenzata dall'anima di Connor, quindi provava tutte le emozioni di una mamma. Con lui in grembo, Darla scopre cos'è l'amore per la prima volta nella sua lunga vita e non-vita. Lo rivela ad Angel prima di morire.

### Il rapimento
Continuando a tradurre la profezia Wesley scoprì un passo che recitava: "Il padre ucciderà il figlio". Inizialmente tentò in tutti i modi di confutarla, ma tutti i suoi sforzi furono vani. Decise allora di salvare Connor rapendolo, ma mentre lo sta portando via, Lorne viene a scoprire i suoi piani leggendogli la mente mentre canta una ninna nanna al bambino, così Wesley è costretto a metterlo KO. Lorne rivelerà poi tutto ciò che è successo non appena Angel e gli altri rientrano.
Durante la fuga tuttavia Wesley viene aggredito da Justine, che gli taglia la gola e rapisce a sua volta il bambino per portarlo a Holtz. Dopo un inseguimento con i soci della Wolfram & Hart capeggiati da Lilah, Angel e il demone Sahjhan, Holtz viene bloccato in un piazzale e il demone gli ordina di uccidere il bambino altrimenti farà espandere la dimensione Quor-Thot, un luogo infernale, che si intravede attraverso il portale che il demone ha aperto. Holtz con Connor in braccio, si lancia nel portale per impedire il ricatto del demone. Si scopre che in realtà Sahjhan aveva viaggiato indietro nel tempo per modificare la profezia, in modo che Wesley credesse erroneamente che Angel avrebbe realmente ucciso Connor.

### Il ritorno
Alcune settimane dopo l'evento un portale si apre nella hall dell'Hyperion Hotel e insieme a svariati demoni ne emerge anche un ragazzo, che si rivela essere proprio Connor, cresciuto moltissimo in poche settimane, in quanto nelle dimensioni infernali il tempo scorre più velocemente. Nel periodo in cui ha vissuto a Quor-Thot era conosciuto come "Il Distruttore". Il ragazzo attacca il gruppo, Angel riesce ad avere la meglio ma Connor riesce a fuggire alla luce del sole dove lo inseguono gli altri membri del gruppo investigativo del vampiro, che tuttavia lo perdono di vista quando spicca un balzo su un pullman.
Connor aiuta una ragazza di nome Sunny a liberarsi dagli spacciatori, ma la ragazza muore di overdose. Più tardi Angel trova il figlio e i due iniziano a discutere, il ragazzo afferma di chiamarsi Steven e che suo padre Daniel Holtz gli ha spiegato tutto dei vampiri insegnandogli anche come combatterli; a questo punto chiede ad Angel di poter vedere il suo vero volto, il padre lo accontenta. I due vengono interrotti dall'arrivo degli spacciatori e iniziano dunque a combatterli fianco a fianco.
Angel rimane ferito nel tentativo di proteggere il figlio, ma fortunatamente riescono entrambi a mettersi in salvo separandosi poco dopo sebbene Angel volesse Steven con lui. A questo punto il ragazzo si reca in un vecchio motel dove in una stanza si incontra con Holtz, anch'egli invecchiato parecchio.
Successivamente Holtz si farà uccidere da Justine lasciando sul collo due segni simili al morso di un vampiro così da far credere che sia Angel il suo assassino. Il giovane, furibondo, attira il padre con un tranello e lo rinchiude in una cassa sigillata che in seguito fa sprofondare nell'oceano.

### Nella quarta stagione
Alcuni mesi dopo che Connor ha buttato il padre sul fondo del mare, il ragazzo va a vivere con Fred e Gunn all'Hotel.
Quando Angel riesce a riemergere dai fondali grazie a Wesley, incolpa Connor della scomparsa di Cordelia avvenuta lo stesso giorno in cui il figlio lo ha imprigionato ma il ragazzo si estranea dai fatti e dopo una breve lite se ne va.
Comincia così a provvedere a sé stesso autonomamente, si sistema in un vecchio magazzino fuori città e spia Angel frequentemente.
Quando Cordelia ritorna dal Paradiso, a causa dell'amnesia che la colpisce, si sente poco sicura all'Hyperion Hotel e si rifugia dunque dal ragazzo che accetta di buon grado di proteggerla.
Dopo uno scontro con un demone chiamato la Bestia, Cordelia (sotto il controllo di Jasmine) decide di far conoscere a Connor tutto ciò che non aveva mai provato e, dunque passa la notte con lui facendo l'amore, ma dopo averlo fatto rinsavisce e si pente, abbandonando dunque il ragazzo ormai invaghito di lei.
Dopo qualche giorno dall'accaduto, Los Angeles è in preda alla furia di creature notturne di ogni sorta e Cordelia capisce di essere incinta di Connor che volendo dimostrarsi un padre premuroso si mette completamente a servizio della donna. Sempre più sotto l'influenza di Jasmine, Cordelia manovra Connor come una marionetta, spingendolo persino a uccidere una ragazza per far sì che Cordelia partorisca. In quell'occasione lo spirito di Darla cerca di dissuaderlo anche se non ottiene alcun risultato.
Alla nascita di Jasmine (che si presenta come una donna adulta) Connor rimane abbagliato dal suo incantesimo anche se solo apparentemente, infatti, amava la figlia indipendentemente dall'aspetto mostruoso. Si apprende che è stata Jasmine a far sì che Connor nascesse, egli è il figlio di due vampiri (ovvero due umani contaminati dal male) tuttavia il padre di Connor possiede un'anima, la nascita di Connor è stata un miracolo e infatti Jasmine si è servita di lui per farsi ingravidare mentre possedeva il corpo di Cordelia, ciò era indispensabile perché il bambino doveva rappresenta la personificazione fisica definitiva di Jasmine. Quest'ultima prende il controllo di Los Angeles venendo venerata come una dea dagli abitanti. Angel rapendo il custode del nome, spezza la morsa esercitata da Jasmine sulla città. Nel frattempo Connor ritrova Cordelia comatosa e, dopo uno struggente monologo d'amore, sposta lo scontro in strada; qui raggiunge Jasmine e la uccide disintegrandole il cranio con un semplice pugno, sotto gli occhi del padre. Connor è distrutto per aver perso ogni punto di riferimento, per questo prende degli ostaggi in un negozio, imbottisce di esplosivo sia sé stesso che l'amata, priva di sensi, e attira l'attenzione del padre.
Angel, in un ultimo estremo gesto d'amore accetta il patto con i Soci Anziani della Wolfram & Hart: lui entra alle loro dipendenze nella sede di Los Angeles assieme a tutto il suo team e i Soci Anziani in cambio cancellano a Connor la memoria e riscrivono la sua vita. Il ragazzo diviene dunque Connor Reilly, figlio adottivo di Laurence Reilly e Colleen Reilly con tanto di sorella minore. Connor è diventato una persona completamente diversa, un ragazzo studioso, pacifico, felice e con l'abitudine di scherzare amichevolmente con tutti.
Nell'ultima puntata viene rivelato che il ragazzo andrà a Stanford insieme a una ragazza di nome Tracy, probabilmente la sua fidanzata.

### Nella quinta stagione
Nel momento in cui viene investito da un furgone e non riporta alcun danno, Connor fa incuriosire i suoi attuali genitori sulle sue vere origini. I due in cerca di risposte si recano alla Wolfram & Harts. Angel tenta inizialmente di liquidare le domande ma in seguito, quando la famiglia Reilly viene aggredita da un'orda di demoni e Connor li uccide a mani nude, Angel è costretto a rivelare al ragazzo delle sue abilità, senza però dir nulla sulla loro origine e sul fatto di essere suo padre.
Deciso ad aiutare il figlio Angel si reca dallo stregone Cyvus Vail, autore dello stravolgimento della realtà e della sostituzione dei ricordi di Connor. Questi dice ad Angel di essere l'autore dell'attacco demoniaco ai Reilly e che Connor deve uccidere un demone di nome Sahjhan secondo un'antica profezia, altrimenti minaccia di ripristinargli le memorie perse. Angel riferisce a Connor della sfida che deve accettare e il ragazzo si dice d'accordo pur di non mettere più in pericolo la sua famiglia. Durante il combattimento il demone sembra avere la meglio, anche perché Connor non sa combattere, ma in seguito grazie a Wesley (erroneamente furioso con Angel per aver cancellato Connor dalla loro memoria, lo colpevolizza in parte della morte di Fred), che distrugge la scatola mistica con dentro la memoria di Connor, quest'ultimo riottiene i suoi ricordi insieme all'esperienza di combattente, riuscendo a decapitare facilmente Sahjhan. Nonostante il ritorno della memoria il ragazzo sceglie di tornare dalla sua famiglia adottiva, fingendo di non ricordare nulla, ma congedandosi da Angel dicendo di aver imparato da suo padre che bisogna proteggere la famiglia ad ogni costo.
Nell'ultimo episodio, Angel fa visita al figlio in vigilia della battaglia con il Circolo della Spina Nera per vederlo un'ultima volta. Il ragazzo rivela di aver riacquistato i ricordi e afferma di essere grato per ciò che Angel ha fatto per lui. Quando il padre sta per essere ucciso da Marcus Hamilton il giorno dopo, Connor salva Angel scagliando lontano l'avversario. Quando il genitore gli chiede perché sia lì, Connor, ironicamente, gli risponde che Angel non sarebbe mai andato da lui a prendere un caffè se non ci fosse stata una fine del mondo in arrivo. Dopo che Angel ha successo nell'uccidere l'essere, Connor torna dalla sua famiglia su richiesta del padre, poiché quest'ultimo afferma che finché Connor vivrà, una parte di lui vivrà sempre. Connor, così, lascia a malincuore il genitore mentre questi si prepara ad affrontare l'esercito mandatogli contro dai Soci Anziani come punizione.

### Caduta di Los Angeles
Dopo che per vendetta i Soci Anziani hanno spedito tutta Los Angeles all'inferno Connor soccorre le vittime di aggressioni demoniache assieme a Nina Ash e a Gwen Raiden, inoltre si alleerà anche con Spike e Illyria, i quali sono diventati signori di Beverly Hills. Successivamente si ricongiungerà al padre (che si è ripreso parecchia LA dai demoni) e con esso affronterà la battaglia finale contro un Charles Gunn divenuto vampiro (che fa impazzire Illyria e la scatena contro tutta Los Angeles), morendo per difendere Angel. Il vampiro con l'anima straziato dalla rabbia capirà che i Soci Anziani non possono lasciarlo morire e allora si farà uccidere da Gunn per costringerli resettare la linea temporale.
In tal modo la situazione ritorna a prima della caduta di Los Angeles, e Connor ritorna dunque in vita. Nella mente di tutti i cittadini di LA restano però i ricordi del drammatico periodo e i membri della "Angel Investigations" vengono proclamati eroi cittadini.
Connor entrerà in seguito a far parte del gruppo come membro a tempo pieno e, dopo che Angel deciderà di lasciare la squadra per prendersi un po' di tempo di riflessione il comando sarà lasciato proprio al ragazzo.

## Poteri e abilità
Connor è una sorta di dampiro e come tale possiede tutti poteri comuni ai vampiri mostrati nel mondo di Buffy, è in possesso dunque di capacità sovrumane come una maggior forza, agilità e riflessi di un essere umano normale, tanto che l'unico vivente che può combatterlo è appunto la Cacciatrice: egli stesso ha affermato di essere in grado di sollevare quasi 1000 kg.
Inoltre dispone di una percezione sensoriale (udito, olfatto, vista, tatto e gusto) estremamente sviluppata, che ne fanno un fenomenale predatore notturno.
A differenza dei vampiri, non è immortale e perciò invecchia come un normale essere umano e può essere ucciso da armi convenzionali come spade e proiettili, sebbene sia estremamente resistente e comunque capace di guarire da qualunque tipo di ferita entro certi limiti: ad esempio quando combatte la Bestia e si rompe un osso afferma di non averlo mai creduto possibile, asserendo dunque che non gli sia mai capitato; in un'altra occasione è sopravvissuto alla caduta da un'altezza elevatissima riportando uno svenimento come unica conseguenza e affermando non gli fosse mai capitato nemmeno quello. La sua percezione del dolore è molto al di sotto la soglia convenzionale e perciò è molto resistente alle torture, inoltre forse, visto che e dotato di tutti i poteri dei genitori, non e da escludere che abbia ereditato da Darla (che ha a sua volta ereditato dal Maestro) il potere di percepire le aure e l'anima all'interno del corpo di suo padre.
Connor è un essere vivente e perciò ha bisogno di mangiare e respirare, inoltre a differenza dei vampiri non ha un volto demoniaco in cui trasformarsi e non soffre nessuna delle loro debolezze come: croci, luce solare, acqua santa e l'impossibilità di entrare in una residenza privata senza specifico invito.
Connor è stato addestrato al combattimento e all'uso delle armi dal patrigno Holtz, ma non sembra aver preso molto dello stile di combattimento dell'istruttore. Connor tende infatti a servirsi prettamente della forza bruta in battaglia e la strategia di cui si serve più di frequente è colpire il nemico rapidamente in modo da sottometterlo prima che possa reagire; questo gli provoca un notevole svantaggio nel momento in cui si trova a combattere con un avversario dallo stile di combattimento sofisticato, raramente infatti si è visto Connor trionfare su un avversario esperto che non abbia colto di sorpresa. Verso la fine della terza stagione, Angel lo aiuterà ad allenarsi, insegnandogli alcuni trucchi, come il fatto di mantenere l'equilibrio durante i combattimenti corpo a corpo; dopo gli eventi del seguito a fumetti della serie Connor ha ulteriormente affinato le sue capacità di combattente e di stratega grazie all'aiuto di Angel.

## Accoglienza

### Merchandising
Negli anni sono stati messi in commercio diversi oggetti di merchandising raffiguranti Connor, tra i quali alcune action figure, ma principalmente libri e fumetti spin-off della serie principale (Angel), tra i quali i romanzi Dark Mirror, Monolith e Love and Death. Queste apparizioni, pur facendo parte del merchandising ufficiale, non sono considerate canoniche.

### Recensioni
Il cast e la troupe di Angel elogiarono in più occasioni Vincent Kartheiser per la sua professionalità e la sua capacità di dare un apporto personale al personaggio Il produttore della serie Tim Minear dichiarò che Kartheiser era una delle ragioni principali per le quali fu evitato di eliminare in modo orribile il personaggio, come inizialmente previsto; dichiarò infatti "ci siamo tutti così affezionati al personaggio e all'attore che non abbiamo voluto farlo" Nonostante anche l'accoglienza di pubblico e critica per l'interpretazione di Kartheiser fosse stata molto positiva, il personaggio e le sue vicende si rivelarono controverse. La relazione sessuale con la madre surrogata, Cordelia, suscitò particolare attenzione, ricevendo reazioni per lo più negative. Amy Berner, editorialista su Darkworlds.com, li definì "finalisti tra le coppie più inquietanti della storia della televisione". Nel suo saggio accademico The Assassination of Cordelia Chase, la scrittrice Jennifer Crusie sostenne che questa sottotrama portò alla distruzione del personaggio di Cordelia. La stessa interprete di Cordelia, Charisma Carpenter, nonostante si fosse divertita nell'impersonare il personaggio, nel tempo divenne critica della trama, definendo la seduzione di un adolescente da parte di Cordelia "inquietante". Altri, invece, accolsero positivamente la vicenda: Liz Gasto, del sito Moviefrak.com, incluse il triangolo Angel - Cordelia - Connor tra i punti forti della quarta stagione, mentre il sito Underland.com elogiò la trama, definendola come "una storia di amore e tradimento alla maniera di Re Artù". Un altro gruppo rimase neutrale nei confronti di questo sviluppo. Nel suo libro Bloody Relations: Chosen Families in Buffy the Vampire Slayer and Angel, Jes Betties si limitò a osservare che la relazione completa il già presente "circuito di incesto erotico in Buffy ed Angel". Jean Lorrah, nel suo saggio accademico A World Without Love: The Failure of Family in Angel concordò con le precedenti affermazioni, annotando inoltre che Connor fosse il prodotto di una relazione dai toni incestuosi: "Angel è sedotto da Darla, precedentenemente sua madre, ora sua nipote [...] la vita di Connor, all'insaputa di entrambi i genitori, è iniziata.
La caratterizzazione di Connor e il suo arco narrativo principale con il padre nelle stagioni tre e quattro ricevette reazioni miste. Jes Battis elogiò la dinamica padre/figlio e la descrisse come "altamente drammatica e (perversa in modo coinvolgente)". La giornalista Sarah D. Bunting definì Connor "un personaggio frustrante" e scrisse che, pur "capendo da dove venisse" e che le sue "interazioni nervose, da stress post-traumatico, suonano vere", queste fossero invecchiate troppo in fretta per via della mancanza di un reale sviluppo del personaggio e della sua relazione con Angel per la maggior parte della quarta stagione. Kartheiser espresse la stessa preoccupazione sulla mancanza di sviluppo del personaggio, ma disse che "Verso la fine della stagione ero davvero contento delle opportunità che stavo ottenendo". Quest'ultima affermazione trovò eco nella recensione di Jamie Pool, che definì la "fine" di Connor "emozionalmente soddisfacente", pur annotando che il personaggio non fosse stato particolarmente accattivante per la maggior parte della stagione. S. Wiebe di Eclipsemagazine.com descrisse la caratterizzazione di Connor come "acuta", con "dei  sottotesti molto affascinanti" e la definì tra gli aspetti positivi della stagione. Anche Strega di Television Without Pity elogiò la psicologia del personaggio, scrivendo "La cosa che apprezzo di più è che non hanno solo creato un adolescente che si sente la persona più alienata del mondo - lo è davvero", e "Adoro quanto poco amato Connor pensi di essere". Jean Lorrah descrisse l'arco narrativo che coinvolge Darla, Angel, Connor e Jasmine come "sicuramente uno dei più ambiziosi archi narrativi mai tentati da una serie televisiva". Stacey Abbott di PopMatters descrisse la sottotrama di Darla, Angel e Connor come "provocatoria" e "puro melodramma familiare". Tara DiLullo di Cityofangels.com ha riassunto:
La versione rivista di Connor ricevette elogi durante la stagione finale. Phoenix di cityofangel.com definì il ritorno di Connor "trionfale", dichiarando che questo "timido, dolce, felice giovane uomo" fosse il figlio che Angel aveva sempre voluto e che fosse "per il pubblico, una versione del personaggio finalmente degna di essere apprezzata e supportata" Roz Kaveney, nel suo saggio "A Sense of the Ending: Schrödinger's Angel" elogiò il nuovo Connor, definendolo "un giovane eroico". Lo scrittore Brian Lynch ammise di non apprezzare il Connor della quarta stagione, ma che "gli era piaciuto molto" nella quinta stagione, "quando è tornato ed era ben adattato".
Il nome di Connor è spesso menzionato insieme al personaggio di Buffy l'ammazzavampiri Dawn Summers, sorella minore di Buffy Summers e similmente a lui creata per creare un forte legame emozionale con il protagonista della serie. Quattro anni dopo la cancellazione di Angel, IGN incluse Connor nella propria lista del classico cliché televisivo di "aggiungere un bambino" come estremo tentativo di salvare una serie in crisi. Per "non essere sommerso di commenti da parte di fan arrabbiati di uno schieramento o dell'altro", il sito omise di specificare se la sua aggiunta fosse stata una buona o una cattiva decisione. Nel suo libro What Were They Thinking? David Hofstede criticò apertamente l'aggiunta di Connor e Dawn, mettendoli al novantottesimo posto della sua lista dei "100 eventi più stupidi nella storia della televisione".